# Cyaniris lugra
Cyaniris lugra är en fjärilsart som beskrevs av Druce 1895. Cyaniris lugra ingår i släktet Cyaniris och familjen juvelvingar. Inga underarter finns listade i Catalogue of Life.